# Lomagna
Lomagna (Lumögna in dialetto brianzolo) è un comune italiano di 5 068 abitanti che sorge in Brianza, nel Meratese, territorio della provincia di Lecco, in Lombardia.

## Storia
Da Lomagna, in epoca romana, passava la via Spluga, strada romana che metteva in comunicazione Milano con Lindau passando dal passo dello Spluga.
Come attestato da un testo conservato presso la Biblioteca Ambrosiana, nel XVI secolo a Lomagna si registrò il rogo, da parte dell'Inquisizione, di alcune donne accusate di stregoneria.
Dal 1661 il territorio di Lomagna costituì parte dei possedimenti feudali del marchese milanese Ludovico Busca.

### Simboli
Lo stemma e il gonfalone del comune di Lomagna sono stati concessi con decreto del presidente della Repubblica del 13 gennaio 2003.
Il gonfalone è un drappo troncato di bianco e di azzurro.

## Monumenti e luoghi d'interesse

### Architetture religiose

#### Parrocchiale di San Pietro
Edificata a più riprese tra il 1596 e il 1624, per volere di Federico Borromeo si trovò dapprima investita della prepositura di Barzanò (1608) e in seguito della giurisdizione sul beneficio della chiesa di San Martino (1611), sita nella pieve di Missaglia.

#### Altro
- Oratorio di San Giuseppe in Maressolo, eretto per volere di un sacerdote della famiglia Sossago, alla quale apparteneva il cascinale adiacente alla chiesetta e oggi noto col nome di Mirasole[6].
- Al tempo di Federico Borromeo esistevano anche la chiesa di Sant'Alessandro, fatta demolire in quanto pericolante, e la chiesa di San Silvestro, crollata nel 1611[6].

## Società

### Evoluzione demografica
- 350 nel 1751
- 491 nel 1771
- 490 nel 1805
- annessione ad Osnago nel 1809
- 743 nel 1853

Abitanti censiti

### Etnie e minoranze straniere
Gli stranieri residenti nel comune sono 446, ovvero il 9,0% della popolazione. Di seguito sono riportati i gruppi più consistenti:
1. Romania, 206
2. Albania, 63
3. Marocco, 82
4. Senegal 12

## Sport
A Lomagna ci sono due squadre di calcio: il G.S.O. Lomagna, che milita in seconda categoria, ha anche un settore amatori e tutti i settori giovanili, e il Lomagna Team Barazzo, ha solo un settore amatori. 
Entrambe le squadre giocano nel campo sportivo comunale a via Volta.